# Francesc Roca i Torras
Francesc Roca i Torras (àlies Mel) (1708? – 1782) fou un músic d'Olot, fill de Pere Roca.
En els llibres del cadastre d’Olot consta amb aquesta professió des de 1735 fins a la seva mort, 1782. Fou un dels fundadors de la Cofraria de Sant Albert. El 1739 es casà amb Esperança Verntallat, filla de Sebastià Verntallat, sastre. La dona morí el 1753 i tres anys després esposà en segones núpcies Maria Benet i Toralles, vídua de Pere Damians.
De les seves actuacions se serva notícia, el 1755, d’un pagament de 12 lliures a ell i a la seva cobla de músics «por la música del tedèum y cantar del Sr. Obispo de Tarassona». El 1758 se l'esmenta com a “músic de capella d’Olot”. El 1765 adquirí un violí de segona mà pel preu d’una lliura i deu sous, que havia estat del doctor en dret Josep Ferrussola, d’Olot. Va traspassar el 1782, amb 74 anys.